# Neaeromya chacei
Neaeromya chacei är en musselart som först beskrevs av Dall 1916.  Neaeromya chacei ingår i släktet Neaeromya och familjen Lasaeidae. Inga underarter finns listade i Catalogue of Life.